# 1904년 하계 올림픽
1904년 하계 올림픽(영어: 1904 Summer Olympics, Games of the III Olympiad)은 미국 미주리주 세인트루이스에서 1904년 7월 1일부터 11월 23일까지 개최된 하계 올림픽이다. 원래는 일리노이주 시카고가 개최권을 얻었으나 같은 해에 세인트루이스 세계 박람회가 열리게 되어 올림픽 조직위원회는 세인트루이스에서 같이 열도록 하였고 IOC가 받아들임으로써 세인트루이스로 결정되었다.
1900년 파리 올림픽에 이어서 세인트루이스 대회도 박람회의 일부로써 하나의 볼거리로 진행된다. 이 대회 역시 박람회 기간에 맞추어 무려 5개월 동안 열렸고 이전 파리 대회와 다른 것은 없었다.
12개국에서 6명의 여자 선수를 포함하여 651명의 선수가 참가하였다. 또한 권투, 덤벨, 레슬링 자유형, 10종 경기가 처음 열렸다.

## 참가국

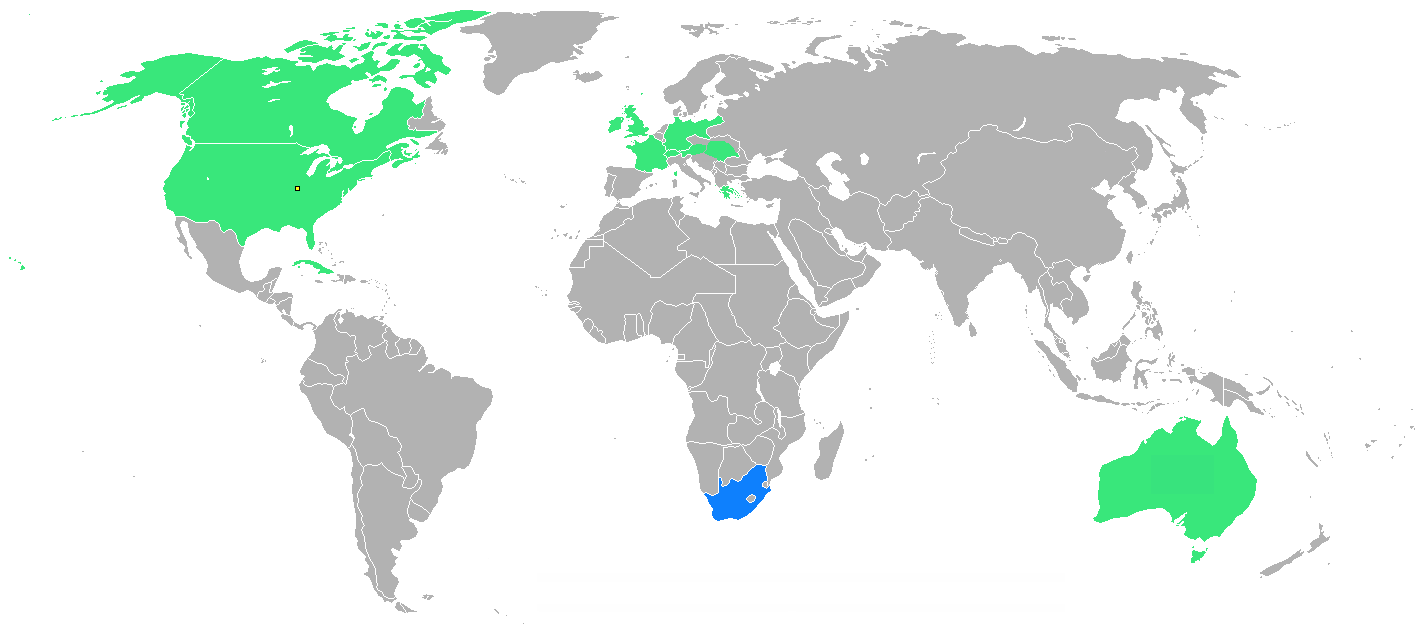
참가국

러일 전쟁으로 인해 유럽에 긴장이 고조된 상황이었고 개최 당시에는 비행기가 없었기 때문에 지리적으로 미국과 멀리 떨어진 유럽 국가들이 많이 참여하지 않았다. 남아프리카(현재의 남아프리카 공화국) 1개국이 처음으로 하계 올림픽에 참가했다.
- 그리스 (14)
- 남아프리카 (8)
- 독일 (22)
- 미국 (526)
- 스위스 (2)
- 영국 (6)
- 오스트레일리아 (3)
- 오스트리아 (2)
- 캐나다 (56)
- 쿠바 (3)
- 프랑스 (1)
- 헝가리 (4)

### 논란
출처에 따라 다음 국가들을 1904년 하계 올림픽의 참가국으로 포함하는 경우도 있다.
- 이탈리아 (1)
- 노르웨이 (2)
- 뉴펀들랜드 자치령 (1)

## 개최 종목
| - 골프 - 다이빙 - 라크로스 - 레슬링 - 로크 - 복싱 - 사이클 - 수구 - 수영 | - 양궁 - 역도 - 육상 - 조정 - 줄다리기 - 체조 - 축구 - 테니스 - 펜싱 |

### 비공식 종목
- 게일릭풋볼
- 농구
- 모터사이클
- 미식축구
- 야구
- 헐링

## 메달 집계
이 대회부터 순위에 따른 금메달, 은메달, 동메달이 수여되었다.
  주최국 (미국)
| 순위 | 국가           | 금메달 | 은메달 | 동메달 | 합계 |
| ---- | -------------- | ------ | ------ | ------ | ---- |
| 1    | 미국           | 76     | 78     | 77     | 231  |
| 2    | 독일           | 4      | 5      | 6      | 15   |
| 3    | 캐나다         | 4      | 1      | 1      | 6    |
| 4    | 쿠바           | 3      | 0      | 0      | 3    |
| 5    | 헝가리         | 2      | 1      | 1      | 4    |
| 5    | 혼성           | 2      | 1      | 1      | 4    |
| 7    | 노르웨이       | 2      | 0      | 0      | 2    |
| 8    | 오스트리아     | 1      | 1      | 1      | 3    |
| 9    | 영국           | 1      | 1      | 0      | 2    |
| 10   | 스위스         | 1      | 0      | 2      | 3    |
| 11   | 그리스         | 1      | 0      | 1      | 2    |
| 12   | 오스트레일리아 | 0      | 3      | 1      | 4    |
| 13   | 프랑스         | 0      | 1      | 0      | 1    |
| 합계 | 합계           | 97     | 92     | 91     | 280  |

## 대회 이모저모
- 경기 종목은 16개 종목, 91개 세부종목으로 전 대회보다는 많아졌으며, 최초의 복싱 경기와 함께 라크로스 경기가 열렸다.
- 전 대회와는 달리 테니스 경기에는 여성 선수들이 출전하지 않았다.
- 25개의 육상 경기종목에서 미국은 경기도 하지 않고 이긴 몇 개 종목까지 합쳐 23개 종목에서 우승했고 그 가운데 20개 경기에서는 금·은·동메달을 모두 석권했다.
- 개최 당시에서는 흑인이나 미개인의 올림픽 대회 출전이 금지되어 있었기 때문에 미국 체육회 주최로 '인류학의 날'이 2일간 실시되었다.
- 또한 장대오르기·궁도·진흙탕 싸움 등의 경기를 통해 인디언과 미개 인종을 테스트했는데 이것으로 인해 후일 유색인종의 올림픽 참가를 위한 시금석이 되었다.